# Casa Carreras (Figueres)
La Casa Carreras és un edifici del municipi de Figueres (Alt Empordà) que forma part de l'Inventari del Patrimoni Arquitectònic de Catalunya. És un edifici molt malmès durant la Guerra Civil i reconstruït per l'arquitecte Pelayo Martínez.

## Descripció
Edifici al centre històric de la ciutat, a davant de la plaça Doctor Ernest Vila i molt a prop de la Rambla de Figueres. Està situat en cantonada, amb planta baixa, dos pisos i cobert per terrassa. A la planta baixa trobem el portal d'accés a l'edifici i un gran local comercial. Als dos pisos superiors, balconada correguda al llarg de tota la façana (amb cinc obertures) i dues finestres renovades als extrems fora de la balconada; aquestes estan suportades per mènsules. Les obertures estan emmarcades per motllures laterals d'arrebossat que neixen del sòcol. Per sobre del segon pis, motllura, cornisa sobre petites mènsules i terrassa superior.